# Raión de Bohun
Raión de Bohun (en ucraniano: Богунський район) es un raión o distrito urbano de Ucrania, en la ciudad de Zhytomyr. 
Comprende una superficie de 30 km².

## Demografía
Según estimación 2010 contaba con una población total de 121991 habitantes.